# 技術中立原則
技術中立原則（technological neutrality），又名菜刀理論，指科學技術或者工具的發明者或銷售者，無法控制科技或工具的使用者如何使用該項科技工具，所以他們也不應為意料之外的工具用途來負責。
技術中立原則的另一個含意是政府的立法或政策不應選定或禁止特定的技術方案（例如車子該用汽油或電力、上網該用電話線或同軸電纜），而應該讓市場透過自由競爭來選擇技術。

## 起源
技術中立原則由1984年的美國所確立。其起源為美國環球電影製片公司控訴索尼公司一案中引入。20世紀70年代，録像機開始進入美國家庭並被廣泛使用，但美國環球電影製片公司認為其威脅到了其生存，從而引發類似案例。美國最高法院於1984年引入該原則並判索尼罪名不成立。法院認為：索尼公司的家庭录像机主要有三个功能：
1. 改变观看时间
2. 复制节目进行永久保存
3. 不用逐秒观看节目

录像机本身的功能既有侵权的用途也有非侵权的用途，但是一旦将产品销售出去，索尼公司是无法控制的。
在大陸地區又被喻為菜刀理論。即顧客購買菜刀，其用途既可以是用來殺人謀財害命，也可以是斬瓜切菜做飯，賣菜刀者並不會知道使用菜刀的人究竟是用來殺人還是用來做飯。

## 應用
2016年，大陸地區軟體快播涉嫌傳播淫穢物品牟利，被提起公訴，被告律師提及技術中立原則，表示快播本身並不提供播放資源。該類資源是用戶從其他網站下載，用戶使用快播播放淫穢影音與快播無關。稱呼所謂“菜刀理論”即“持刀殺人者有罪，菜刀無罪。”